# Strange Circus
Strange Circus (jap. Strange Circus 奇妙なサーカス, Strange Circus: Kimyō na Sākasu, dt. „sonderbarer Zirkus“) ist ein japanischer Horrorfilm aus dem Jahr 2005. Regie führte Sion Sono, der auch das Drehbuch schrieb.

## Inhalt
Der Schuldirektor Ozawa Gozo vergewaltigt seine zwölfjährige Tochter Mitsuko, nachdem diese gezwungen war, in einem Cellokasten versteckt ihren Eltern beim Geschlechtsverkehr zuzusehen. Die Mutter des Mädchens namens Sayuri wird vom Ehemann, einem perversen Patriarchen gezwungen, mit ihrer Tochter die Rolle zu tauschen. Statt dagegen einzugreifen und ihre Tochter vor sexuellem Missbrauch und Inzest zu beschützen, wird Sayuri auf Mitsuko eifersüchtig, behandelt sie als Rivalin und misshandelt das Mädchen. Mitsuko versucht das ihr Zugestoßene durch die Flucht in eine Phantasiewelt, in die Welt des Strange Circus, zu entfliehen. Sie versucht verzweifelt, ein annähernd normales Verhältnis zu ihrer Mutter wiederherzustellen. 
Die bisherige Filmhandlung entpuppt sich plötzlich als ein Manuskript von Taeko, einer Schriftstellerin für erotische Literatur. Ihr junger Assistent Yuji macht sich auf, das Geheimnis der Verbindung zwischen der Schriftstellerin Taeko mit dem Mädchen Mitsuko zu lüften und taucht in die Untiefen der menschlichen Seele ab.

## Kritik
„Strange Circus ist ein verwirrender, komplexer Thriller mit surrealistischen Momenten. Gleich zu Beginn wird der Zuschauer mitten in einen Albtraum geworfen, aus dem er sich bis zum Ende des Films nicht mehr befreien wird. Ein Karussell ist zu sehen, und eine Stimme aus dem Off verrät ihm: ‚Keine Angst, ich bin unter einem Schafott geboren.‘“